# Solaria attenuata
Solaria attenuata är en amaryllisväxtart som beskrevs av Pierfelice Ravenna. Solaria attenuata ingår i släktet Solaria och familjen amaryllisväxter. Inga underarter finns listade i Catalogue of Life.